# 大谷嘉兵衛
大谷 嘉兵衞（おおたに かへえ、1845年1月29日（弘化元年12月22日） - 1933年（昭和8年）2月3日）は、日本の商人、実業家、政治家。位階は正五位。勲等は勲三等。幼名は藤吉。名の「衞」は「衛」の旧字体のため、新字体で大谷 嘉兵衛とも表記される。
横浜市会議員、横浜市会議長、横浜商業会議所会頭、貴族院議員などを歴任した。

## 概要
伊勢国出身の商人、実業家、政治家である。製茶貿易業に携わり、「茶聖」と呼ばれた。第2代横浜商業会議所（現在の横浜商工会議所）会頭や貴族院議員などを務めた。正五位勲三等。族籍は神奈川県平民。

## 来歴

### 生い立ち
伊勢国飯高郡谷野村（現在の三重県松阪市飯高町宮本）に、父の吉兵衛、母つなの4男1女の末子として生まれた。幼名は藤吉。
1862年（文久2年）に19歳で横浜の故郷の隣村の出身、茶商　小倉籐兵衛の横浜北仲通りの伊勢屋に奉公、製茶貿易に就く。
1865年（慶応元年）伊勢屋の養子となるが、1867年（慶応3年）の春には伊勢屋を出て、8月からスミス・ベーカー商会の製茶買入方として働き始め、海外取引責任者となる。

### 実業家として

大谷が建立した『栄西禅師肖像建設之碑』（静岡県静岡市）

1868年（明治元年）名を嘉兵衛と改め、横浜の海岸通りに製茶売り込み業を開業。屋号は巴屋。このときはまだスミス・ベーカー商会の支配人格でもあった。大阪に出かけ9月から12月の三か月で京のお茶を70万斤（約420トン）を26万8000両で買い付け、輸出し巨利を得た。
このころ輸出増加による受給逼迫のため、粗悪な茶が増加したために、1872年（明治5年）に製茶改良会社を設立。1878年（明治11年）には茶業協同組合を設立して茶の品質向上を図った。
1879年（明治12年）に横浜で第1回製茶共進会が開かれ審査長となる。1883年（明治16年）には神戸で第2回共進会が開催されている。
1884年（明治17年）に農商務省と協力して全国に茶業組合を組織し、その全国組合である中央茶業本部を設立。このように輸出製茶の品質向上に努め、名誉幹事となり製茶貿易界で大きな発言力を得た。
1887年（明治20年）に銀製黄綬褒章（私財献納の功績）を受章、1889年（明治22年）横浜市会議員に当選、翌1890年（明治23年）に市会議長を務める。1891年（明治24年）に全国茶業組合中央会議所の議長となる。同年の製茶輸出高は5323万ポンドの新記録となる。1892年（明治25年）に横浜貿易商組合の総理となる。
1894年（明治27年）に製茶の貿易会社である日本製茶株式会社を設立した。外人商館を通さない直接の輸出取引を行うようになる。
1897年（明治30年）に明治政府からの補助もうけ、アメリカ、カナダ、ロシアのハバロフスク、ウラジオストック、パリ等に日本製茶株式会社の出張所を開設。同年に横浜商業会議所（現在の横浜商工会議所）会頭に就任。この年、勲五等瑞宝章（日清戦争の功による）。
1899年（明治32年）10月に開催されたフィラデルフィア万国商業大会に日本代表として臨み、11月8日に当時のウィリアム・マッキンリーアメリカ合衆国大統領と面会を果たし、前1898年（明治31年）から実施されていた日本茶への高い関税についての撤廃を陳情し、また太平洋の海底に電話線を引くことを提案した。その後、ヨーロッパを視察し、1900年（明治33年）2月に帰国、このときの体験を『欧米漫遊日誌』として残している。1906年（明治39年）10月、ベルギーよりレオポルドI世勲章（第3等コンマンドール）を受ける（リエージュ博覧会日本出品協会長の功による）。1907年（明治40年）9月、勲三等瑞宝章（日露戦争の功による）。
1907年（明治40年）10月4日、補欠選挙で貴族院多額納税者議員に選ばれ、1909年（明治42年）11月16日まで務める。
1909年（明治42年）に茶業組合中央会議所の会頭に就任した。1928年（昭和3年）まで会頭を務める。1911年（明治44年）9月に従五位に叙される。また、1915年（大正4年）11月には、正五位に叙される。
1917年（大正6年）に日本紅茶株式会社を設立した。1918年（大正7年）9月29日に貴族院多額納税者議員に再選され、1925年（大正14年）9月28日まで在任。1923年（大正12年）に紺綬章（公益のため私財寄附の功績）を受ける。
日本貿易協会の会頭、第七十四国立銀行取締役も務めた。設立参与としては、台湾鉄道、台湾銀行、南満州鉄道、韓国銀行、常磐生命、東洋拓殖、三共、川俣電気会社などがある。墓所は郷里松阪市飯南の長楽寺の他、横浜市天徳寺、鎌倉市長谷寺にある。

## 人物

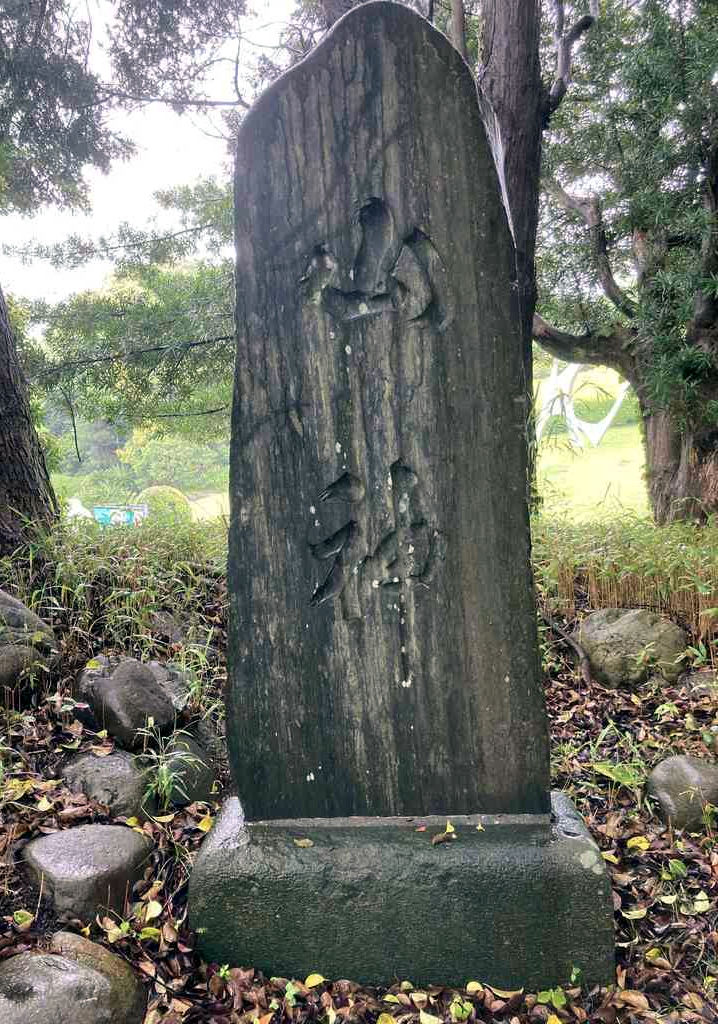
大谷が揮毫を手掛けた『山神』（静岡県静岡市）

山神の碑
大正年間になって静岡県静岡市に茶業研究所を設立することになったが、工事を開始すると古墳の副葬品とみられる土器の破片などが多数発見された。同地にはもともと古墳が多数存在し、明治年間に茶畑を開墾した際には土器をはじめ勾玉や太刀なども出土していた。
茶業中央会で会頭を務めていた大谷は、茶業研究所建設に際して発見された土器の破片などは埋めるように指示した。さらに、古墳の霊を鎮めるため石碑を建てることにした。大谷自ら「山神」という石碑の揮毫を手掛けており、1916年（大正5年）に建立された。
後年、同地には静岡県立大学、静岡県立中央図書館、静岡県立美術館が設置されるなど大きく様相が変わったが、この石碑はそのまま遺されている。
異名
明治初期から大正にかけての日本の主要輸出品目であった製茶の生産、買い付け、貿易に大きな力をもった。しかし、私利だけではなく日本の製茶の品質向上に力を尽くし、また故郷の教育や架橋にも多額の寄付を拠出した。こうした功績から「茶聖」、「茶業王」とも称される。

## 顕彰

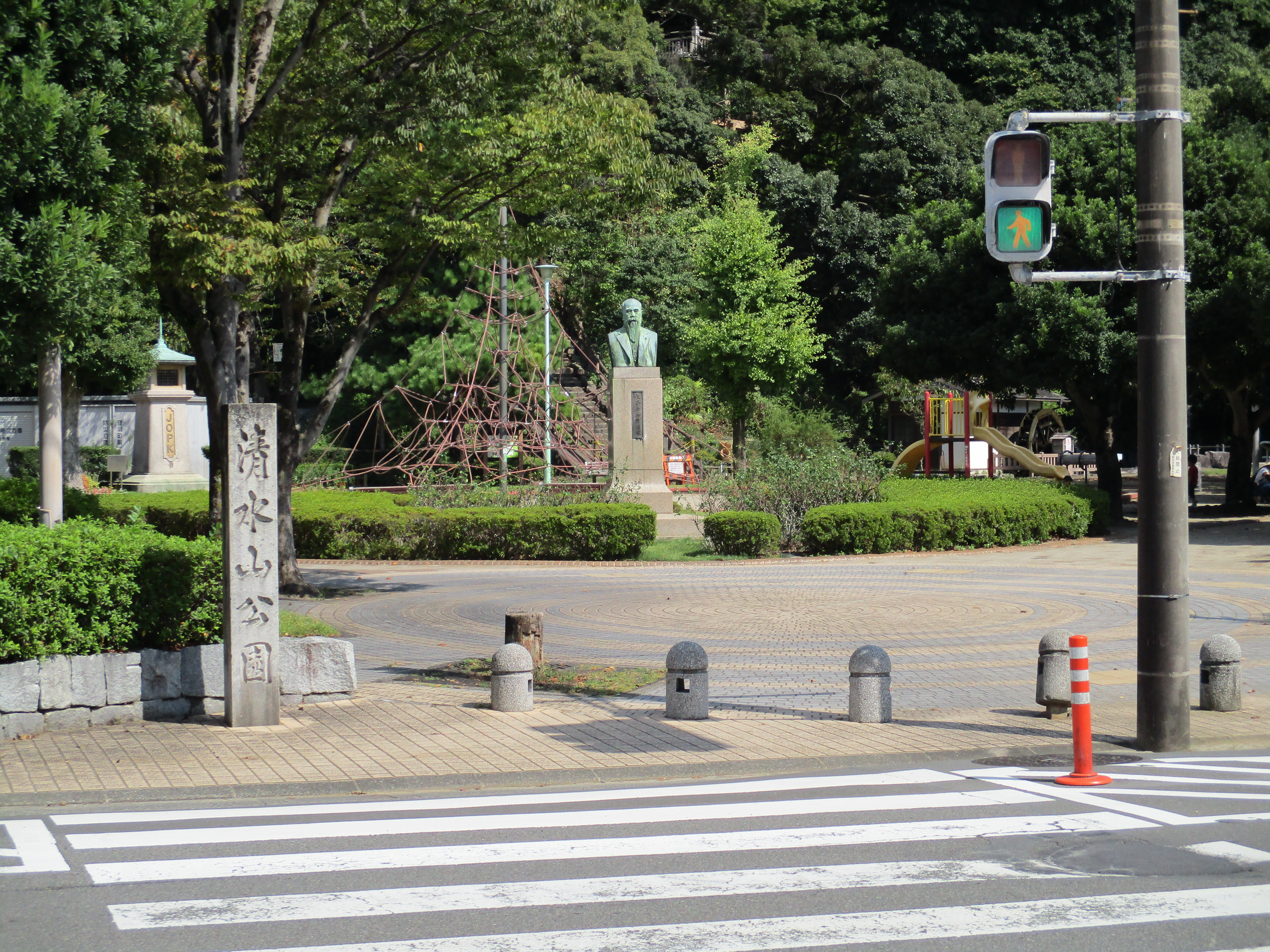
清水山公園（静岡県静岡市、2019年9月撮影）。中央の銅像が大谷嘉兵衛

静岡県静岡市の清水山公園に銅像、神奈川県横浜市の伊勢山皇大神宮に碑が残る。

## 栄典
- 1887年（明治20年） - 銀製黄綬褒章
- 1902年（明治35年）2月22日 - 勲四等瑞宝章[10]
- 1907年（明治40年） - 勲三等瑞宝章[11]